# Vũ khí năng lượng định hướng

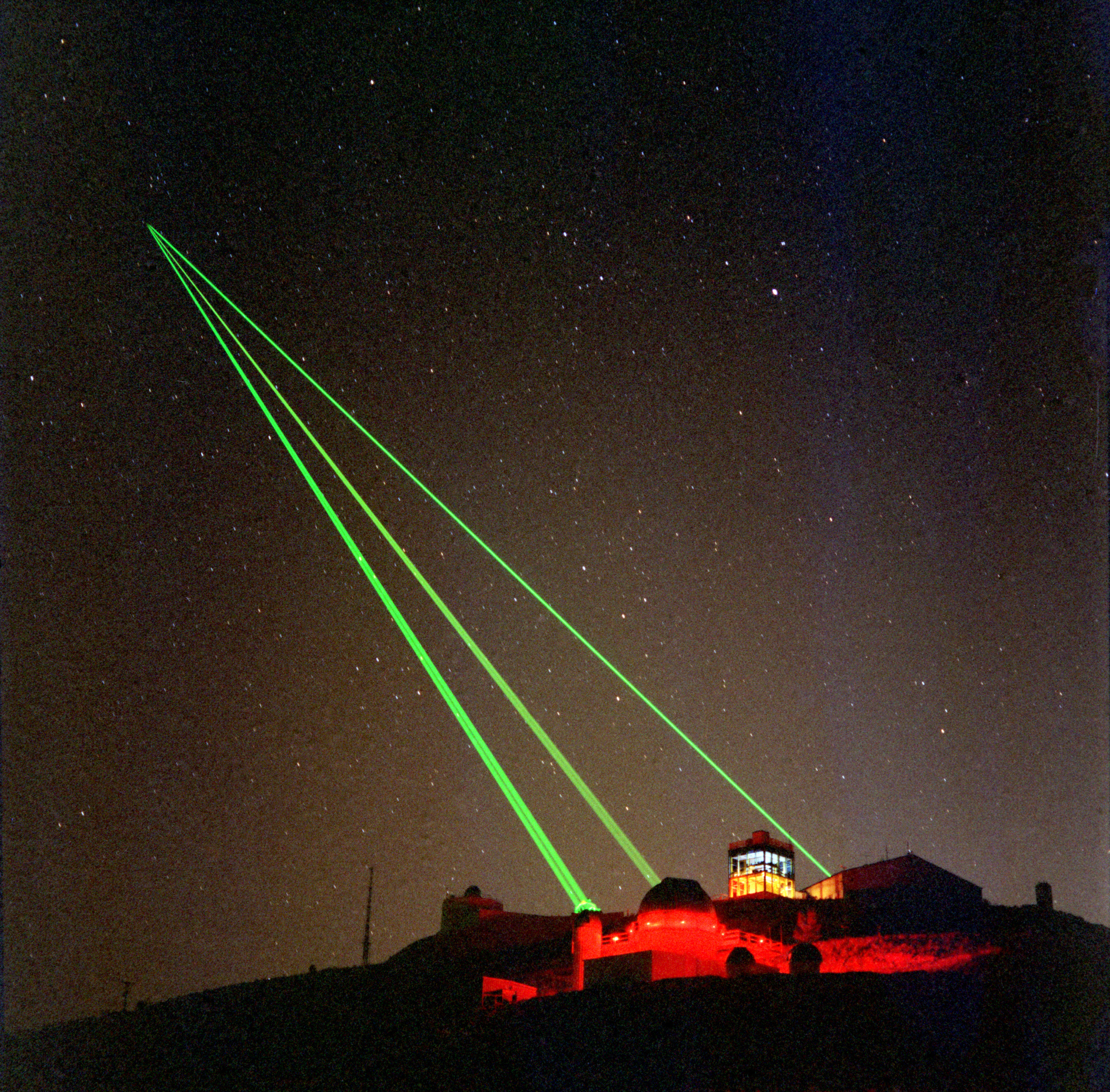
Starfire Optical Range - three lasers into space

Một vũ khí năng lượng định hướng (Directional Energy Weapon) là một vũ khí tầm xa gây thiệt hại cho mục tiêu của nó bằng tập trung cao độ năng lượng, bao gồm tia laser, sóng vi ba và các chùm hạt. Các ứng dụng tiềm năng của công nghệ này bao gồm vũ khí nhằm vào nhân viên, tên lửa, phương tiện và thiết bị quang học.
Tại Hoa Kỳ, Lầu Năm Góc, DARPA, các phòng thí nghiệm Nghiên cứu Không quân, Trung tâm Kỹ thuật Lục quân Hoa Kỳ và các phòng thí nghiệm Nghiên cứu Hải quân đang nghiên cứu vũ khí đạo năng lượng và railgun để đối phó với tên lửa đạn đạo, tên lửa hành trình siêu thanh, và siêu thanh lướt xe. Các hệ thống phòng thủ tên lửa này dự kiến sẽ xuất hiện trực tuyến không sớm hơn từ giữa đến cuối những năm 2020.
Sau nhiều thập kỷ nghiên cứu và phát triển, vũ khí năng lượng trực tiếp vẫn đang ở giai đoạn thử nghiệm và vẫn còn phải xem liệu chúng sẽ được triển khai như vũ khí quân sự thực tế hiệu suất cao hay không.

## Lợi thế sử dụng
Vũ khí năng lượng được định hướng có thể có một số lợi thế chính so với vũ khí thông thường:
- Chúng có thể được sử dụng kín đáo, do chúng tạo ra bức xạ trên và dưới phổ nhìn thấy, không nhìn thấy được và không tạo ra âm thanh.
- Ánh sáng bị thay đổi rất ít bởi trọng lực, tạo cho nó một quỹ đạo gần như thẳng. Nó cũng miễn dịch (trong điều kiện hành tinh bình thường) đối với cả lực gió và lực Coriolis. Điều này làm cho tầm ngắm chính xác hơn nhiều và mở rộng phạm vi tầm nhìn, chỉ bị giới hạn bởi nhiễu xạ và chùm tia lan truyền (làm loãng năng lượng và làm suy yếu hiệu ứng), và hấp thụ hoặc tán xạ bằng cách can thiệp vào nội dung khí quyển.
- Laser di chuyển với tốc độ ánh sáng và có phạm vi gần vô hạn, do đó phù hợp để sử dụng trong chiến tranh không gian.
- Vũ khí laser có khả năng loại bỏ nhiều vấn đề hậu cần về mặt cung cấp đạn dược, miễn là có đủ năng lượng để cung cấp cho nó.

## Vũ khí vi ba
Mặc dù một số thiết bị được gắn nhãn là vũ khí vi sóng, nhưng phạm vi vi sóng thường được xác định là nằm trong khoảng từ 300 MHz đến 300 GHz, nằm trong phạm vi RF Tần số có tần số bước sóng 1 1, 1000 milimét. Một số ví dụ về vũ khí đã được quân đội công khai như sau:
- Hệ thống từ chối hoạt động là một nguồn sóng milimet làm nóng nước trong da của mục tiêu và gây ra đau đớn. Nó được phát triển bởi Phòng thí nghiệm Nghiên cứu Không quân Hoa Kỳ và Raytheon nhằm kiểm soát bạo loạn. Mặc dù có ý định gây đau đớn nghiêm trọng và không để lại thiệt hại lâu dài, nhưng người ta lo ngại rằng hệ thống này có thể gây ra tổn thương không hồi phục cho mắt. Vẫn chưa có thử nghiệm về tác dụng phụ lâu dài của việc tiếp xúc với chùm vi sóng. Nó cũng có thể phá hủy các thiết bị điện tử không được che chở.[5] Thiết bị có nhiều kích cỡ khác nhau, bao gồm cả loại gắn với Humvee.
- Vigilant Eagle là một hệ thống phòng thủ sân bay được đề xuất, hướng các vi sóng tần số cao về phía bất kỳ tên lửa nào được bắn vào máy bay.[6] Hệ thống này bao gồm một hệ thống con phát hiện và theo dõi tên lửa (MDT), một hệ thống chỉ huy và kiểm soát và một mảng quét. MDT là một mạng lưới cố định của các camera hồng ngoại thụ động (IR). Hệ thống chỉ huy và điều khiển xác định điểm phóng tên lửa. Mảng quét dự án vi sóng phá vỡ hệ thống dẫn đường của tên lửa đất đối không, làm chệch hướng nó khỏi máy bay.
- Bofors HPM Blackout là vũ khí vi sóng có công suất cao được cho là có thể phá hủy ở khoảng cách ngắn một loạt các thiết bị điện tử thương mại ngoài thị trường (COTS). Nó được cho là không gây chết người.[7][8][9]
- Năng lượng bức xạ hiệu quả (ERP) của radar Thông xanh EL / M-2080 khiến nó trở thành một ứng cử viên giả thuyết để chuyển đổi thành vũ khí năng lượng trực tiếp, bằng cách tập trung các xung năng lượng radar vào tên lửa mục tiêu.[10] Các gai năng lượng được thiết kế để đi vào tên lửa thông qua ăng-ten hoặc khẩu độ cảm biến, nơi chúng có thể đánh lừa các hệ thống dẫn đường, tranh giành ký ức máy tính hoặc thậm chí đốt cháy các linh kiện điện tử nhạy cảm.[11]
- Các radar AESA gắn trên máy bay chiến đấu đã được dự kiến là vũ khí năng lượng trực tiếp chống lại tên lửa, tuy nhiên, một sĩ quan Không quân Hoa Kỳ lưu ý: "chúng không đặc biệt thích hợp để tạo hiệu ứng vũ khí trên tên lửa vì kích thước ăng-ten, tầm nhìn và tầm nhìn hạn chế ".[12] Hiệu ứng gây chết người tiềm năng chỉ được tạo ra trong phạm vi 100 mét và các hiệu ứng đột phá ở khoảng cách theo thứ tự một km. Hơn nữa, các biện pháp đối phó giá rẻ có thể được áp dụng cho các tên lửa hiện có.[13]
- Dự án tên lửa tiên tiến lò vi ba công suất cao

## Vũ khí laser

### Máy điện phân
Bài chi tiết: Electrolaser (Máy điện phân)
Đầu tiên, một chất điện phân làm ion hóa đường dẫn đích của nó, và sau đó gửi một dòng điện cực mạnh xuống đường dẫn của plasma bị ion hóa, hơi giống như sét. Nó có chức năng như một phiên bản khổng lồ, năng lượng cao, tầm xa của Taser hoặc súng gây choáng.

### Đạn năng lượng xung
Bài chi tiết: Đạn năng lượng xung
Các hệ thống xung năng lượng hoặc PEP xung phát ra xung laser hồng ngoại tạo ra plasma mở rộng nhanh chóng tại mục tiêu. Kết quả là âm thanh, sóng xung kích và sóng điện từ làm choáng mục tiêu và gây đau đớn và tê liệt tạm thời. Vũ khí này đang được phát triển và được dự định là vũ khí không gây chết người trong kiểm soát đám đông mặc dù nó cũng có thể được sử dụng làm vũ khí gây chết người,

### Dazzler
Một dazzler là một vũ khí năng lượng trực tiếp nhằm mục đích tạm thời làm mù hoặc mất phương hướng mục tiêu của nó với bức xạ định hướng mạnh. Mục tiêu có thể bao gồm các cảm biến hoặc tầm nhìn của con người. Dazzlers phát ra ánh sáng hồng ngoại hoặc vô hình chống lại các cảm biến điện tử khác nhau và ánh sáng nhìn thấy được đối với con người, khi chúng được dự định sẽ không gây ra thiệt hại lâu dài cho mắt. Các nguồn phát thường là laser, tạo ra thứ được gọi là máy chiếu laser. Hầu hết các hệ thống hiện đại đều có khả năng di động và hoạt động trong các khu vực màu đỏ (diode laser) hoặc màu xanh lá cây (laser trạng thái rắn được bơm diode, DPSS) của phổ điện từ.
Ban đầu được phát triển cho mục đích quân sự, các sản phẩm phi quân sự đang trở nên có sẵn để sử dụng trong thực thi pháp luật và an ninh
Các súng trường nhân sự ngăn chặn và kích thích phản ứng (PHASR) là một nguyên mẫu không gây chết tia laser Dazzler phát triển bởi Tổng cục Năng lượng Directed Phòng thí nghiệm của Air Force Research, Mỹ Bộ Quốc phòng. Mục đích của nó là tạm thời mất phương hướng và làm mù mục tiêu. Vũ khí laser gây mù đã được thử nghiệm trong quá khứ, nhưng đã bị cấm theo Nghị định thư Liên hợp quốc về vũ khí laser mù năm 1995, mà Hoa Kỳ đã gia nhập vào ngày 21 tháng 1 năm 2009. Súng trường PHASR, một loại laser cường độ thấp, không bị cấm theo quy định này, vì hiệu ứng làm mờ được dự định là tạm thời. Nó cũng sử dụng tia laser hai bước sóng. PHASR đã được thử nghiệm tại Căn cứ Không quân Kirtland, một phần của Ban Giám đốc Năng lượng của Phòng thí nghiệm Nghiên cứu Không quân ở New Mexico.
- ZM-87
- PY132A là một máy bay không người lái chống máy bay không người lái Trung Quốc.
- Súng ngắn laser của Liên Xô là vũ khí nguyên mẫu được thiết kế cho các phi hành gia.
- Interdictor quang học, Hải quân (ODIN) là một loại laser của Mỹ sẽ được thử nghiệm vào năm 2019 trên tàu khu trục lớp Arleigh Burke.

### Sự cố với vũ khí laser
Các chùm tia laser bắt đầu gây ra sự cố plasma trong khí quyển với mật độ năng lượng khoảng một megajoule trên mỗi cm khối. Hiệu ứng này, được gọi là "nở hoa", làm cho tia laser làm lệch và phân tán năng lượng vào không khí xung quanh. Sự nở hoa có thể nghiêm trọng hơn nếu có sương mù, khói hoặc bụi trong không khí.
Các kỹ thuật có thể làm giảm các hiệu ứng này bao gồm:
- Trải chùm tia qua một tấm gương lớn, cong, tập trung sức mạnh vào mục tiêu, để giữ mật độ năng lượng trên đường đi quá thấp để nở hoa. Điều này đòi hỏi một chiếc gương lớn, rất chính xác, mỏng manh, được gắn hơi giống như đèn rọi, đòi hỏi máy móc cồng kềnh để xoay gương để nhắm tia laser.
- Sử dụng một mảng theo giai đoạn. Đối với laser điển hình bước sóng, phương pháp này sẽ đòi hỏi hàng tỷ micromet -Kích thước ăng ten. Hiện tại không có cách nào để thực hiện những điều này, mặc dù các ống nano carbon đã được đề xuất. Về mặt lý thuyết, các mảng theo pha cũng có thể thực hiện khuếch đại liên hợp pha (xem bên dưới). Các mảng pha không yêu cầu gương hoặc thấu kính, và có thể được làm phẳng và do đó không yêu cầu hệ thống giống như tháp pháo (như trong "chùm tia lan rộng") để nhắm, mặc dù phạm vi sẽ bị ảnh hưởng nếu mục tiêu ở góc cực so với bề mặt của mảng pha.[69]
- Sử dụng hệ thống laser liên hợp pha. Phương pháp này sử dụng tia laser "tìm" hoặc "dẫn đường" chiếu sáng mục tiêu. Bất kỳ điểm nào giống như gương ("gương") trên mục tiêu phản chiếu ánh sáng được cảm nhận bởi bộ khuếch đại chính của vũ khí. Vũ khí sau đó khuếch đại sóng ngược, trong một vòng phản hồi tích cực, phá hủy mục tiêu, với sóng xung kích khi các khu vực đầu cơ bốc hơi. Điều này tránh nở hoa vì sóng từ mục tiêu đi qua nở hoa, và do đó hiển thị đường dẫn quang dẫn nhất; Điều này tự động sửa chữa cho các biến dạng gây ra bởi nở hoa. Các hệ thống thí nghiệm sử dụng phương pháp này thường sử dụng các hóa chất đặc biệt để tạo thành " gương liên hợp pha ". Trong hầu hết các hệ thống, chiếc gương quá nóng ở mức sức mạnh hữu dụng của vũ khí.
- Sử dụng một xung rất ngắn mà kết thúc trước khi nở hoa can thiệp.
- Tập trung nhiều tia laser có công suất tương đối thấp vào một mục tiêu

#### Biện pháp đối phó
Quân đội Giải phóng Nhân dân Trung Quốc đã đầu tư vào việc phát triển các lớp phủ có thể làm chệch hướng các chùm tia do tia laser của quân đội Mỹ bắn ra. Ánh sáng laser có thể bị lệch, phản xạ hoặc hấp thụ bằng cách thao tác các tính chất vật lý và hóa học của vật liệu. Lớp phủ nhân tạo có thể chống lại một số loại laser cụ thể, nhưng một loại laser khác có thể phù hợp với phổ hấp thụ của lớp phủ đủ để truyền lượng năng lượng gây tổn hại. Các lớp phủ được làm bằng nhiều chất khác nhau, bao gồm kim loại giá rẻ, đất hiếm, sợi carbon, bạc và kim cương đã được xử lý để tinh chỉnh và phù hợp với vũ khí laser cụ thể. Trung Quốc đang phát triển hệ thống phòng thủ chống laser vì việc bảo vệ chống lại chúng được coi là rẻ hơn nhiều so với việc tự tạo ra vũ khí laser cạnh tranh.[70] Ngoài việc tạo ra các biện pháp đối phó, Trung Quốc cũng đã tạo ra một vũ khí năng lượng trực tiếp có tên là Thợ săn thầm lặng có thể đốt cháy 5mm thép ở 1000m.
Gương điện môi, lớp phủ ablative rẻ tiền, độ trễ vận chuyển nhiệt và che khuất cũng đang được nghiên cứu như là biện pháp đối phó. Trong một vài tình huống hoạt động, ngay cả các biện pháp đối phó đơn giản, thụ động như xoay nhanh (truyền nhiệt và không cho phép điểm nhắm mục tiêu cố định) hoặc tăng tốc cao hơn (tăng khoảng cách và thay đổi góc nhanh chóng) có thể đánh bại hoặc trợ giúp để đánh bại các vũ khí laser năng lượng cao không xung.